# Michele Didoni
Michele Didoni (Milán, 7 de marzo de 1964) es un atleta italiano especializado en marcha atlética.
Didoni fue campeón en el Campeonato Mundial de Atletismo celebrado en Gotemburgo en 1995. A lo largo de su carrera deportiva ha acudido en dos ediciones a unos juegos olímpicos: Atlanta (puesto 34) y Sídney (puesto 11).
Entre sus mejores resultados cabe destacar el quinto puesto conseguido en la Copa del Mundo de Marcha Atlética de 1995 (20 km), el sexto puesto en el Campeonato Mundial Junior de Atletismo de 1992 (10 000 m), el séptimo puesto en el Atenas (20 km) y el décimo puesto en el Campeonato Mundial de Atletismo de 1999, celebrado en Sevilla y también sobre 20 km.
Desde 2010 hasta el 2012 fue entrenador del campeón olímpico en los 50 km en Pekín 2008, Alex Schwazer.

## Mejores marcas personales
| Mejores marcas personales | Mejores marcas personales | Mejores marcas personales  | Mejores marcas personales |
| Distancia                 | Tiempo                    | Lugar                      | Fecha                     |
| ------------------------- | ------------------------- | -------------------------- | ------------------------- |
| 3000 m                    | 11:24.53                  | Formia, Italia             | 13 de julio de 1997       |
| 5000 m PC                 | 18:47.94                  | Génova, Italia             | 12 de febrero de 2000     |
| 5000 m                    | 19:48.02                  |                            | 1 de enero de 1996        |
| 10 000 m                  | 38:48.01                  | Cesenatico, Italia         | 1 de julio de 1995        |
| 10 km                     | 42:02                     | Piacenza, Italia           | 26 de septiembre de 2004  |
| 20 000 m                  | 1h:21:56.0                | Térmoli, Italia            | 6 de abril de 1997        |
| 20 km                     | 1h:19:59                  | Gotemburgo, Suecia         | 6 de agosto de 1995       |
| 30 km                     | 2h:10:09                  | Sesto San Giovanni, Italia | 1 de mayo de 2002         |
| 30 km                     | 3h:51:53                  | Maranello, Italia          | 1 de marzo de 1998        |
| PC - Pista Cubierta       |                           |                            |                           |